# King's Field
King's Field (キングスフィールド) est une série de jeu vidéo de rôle développée par FromSoftware. La série est notamment connue pour ses labyrinthes, son ambiance pesante et ses histoires énigmatiques. Les jeux sortirent sur PlayStation, PlayStation 2, PlayStation Portable, Microsoft Windows, et sur plusieurs téléphones portables.
King's Field sort sur PlayStation au Japon le 16 décembre 1994, soit 13 jours après la mise en vente de la console elle-même. Malgré une vue à la première personne entièrement en 3D, plutôt rare parmi les jeux vidéo de rôle de l'époque, le jeu reçu un accueil critique tiède qui ne l'empêcha pas d'être un succès commercial,. Les deux prochains King's Field se succédèrent rapidement : King's Field II sort le 21 juillet 1995 et King's Field III le 21 juin 1996. King's Field IV sortira quelques années plus tard sur PlayStation 2, le 4 octobre 2001.

## Jeux
| 1994 | King's Field                                 |
| 1995 | King's Field II                              |
| 1996 | King's Field III                             |
| 1997 |                                              |
| 1998 |                                              |
| 1999 |                                              |
| 2000 | Sword of Moonlight: King's Field Making Tool |
| 2001 | King's Field IV                              |
| 2002 |                                              |
| 2003 |                                              |
| 2004 |                                              |
| 2005 |                                              |
| 2006 | King's Field: Additional I                   |
| 2006 | King's Field: Additional II                  |

### PlayStation
Le premier jeu de la série, King's Field, fut publié uniquement au Japon. Comme il n'a pas été adapté en une autre langue que le Japonais, un fan fit un patch traduisant le jeu vers l'anglais.
Dans King's Field, le joueur incarne Jean Alfred Forrester qui est à la recherche de son père, Hauser Forrester. Ce dernier ayant disparu avec ses soldats alors qu'il explorait un cimetière souterrain, appartenant à un roi. Le gameplay consiste majoritairement en des batailles à la première personne, de la résolution d'énigmes et de l'exploration. Ce premier King's Field est le plus court de la série
Après le succès du premier jeu, King's Field II fut également publié aux États-Unis, rebaptisé simplement King's Field sans chiffre ni sous-titre. Dans cette suite, l'aventure prend place sur l'ile maudite de Melanat. Le joueur incarne le prince Granitiki Aleph (ア レ フ ・ ガ ル ー シ ャ ・ レ グ ナ ス) (également nommé Alef / Alexander), qui en tant qu'ami proche du Roi Alfred de Verdite, décide de lui ramener la légendaire Epée du Clair de lune (Moonlight Greatsword).
Dans King's Field III (publié aux États-Unis sous le nom de King's Field II), le joueur incarne le prince Lyle de Verdite (ライル・ウォリシス・フォレスター). Ce dernier s'efforce alors de comprendre pourquoi son père, le Roi Jean de Verdite, a mystérieusement et soudainement sombré dans la folie. Si une grande partie du jeu se déroule en surface, les principaux aspects du gameplay restent inchangés : combats à la première personne, résolution d'énigmes et exploration.

### PlayStation 2
King's Field IV (sorti sous le nom de King's Field: The Ancient City aux États-Unis) est le premier jeu de la série sur la console PlayStation 2. Le jeu se déroule sur les terres du désespoir (Land of Disaster). Ces dernières étaient autrefois habitées par de vénérables peuples jusqu'à ce qu'une idole, porteuse de malédiction, plonge le pays dans le chaos. Le joueur incarne le prince Devian de l'empire voisin Azalin, qui refuse de voir son pays subir le même sort. Il est alors chargé de ramener l'idole de la souffrance (Idol of sorrow) sur ces terres maudites, loin de son pays dans laquelle elle se trouvait alors. Son voyage lui permet d'en apprendre plus sur le royaume d'Héladin et les exploits de Septiego qui a lui aussi tenté de mener une expédition pour rendre l'idole maudite à son pays.

### PlayStation Portable
King's Field: Additional I est le premier jeu de la série sorti sur PlayStation Portable. Il n'est publié qu'au Japon et n'a jamais été localisé en anglais. La série "Additional" utilise un déplacement case par case (à la manière des premiers jeux à la première personne) plutôt qu'un déplacement libre comme dans les King's Field originels.
King's Field: Additional II, la suite, n'a également été publié qu'en version japonaise. Il offrait la possibilité d'importer son personnage depuis Kings Field: Additional I, avec tout son équipement et ses statistiques.

### Microsoft Windows
Sword of Moonlight: King's Field Making Tool est un logiciel sorti sur Microsoft Windows et uniquement au Japon. Il permettait de librement créer un jeu King's Field qui pouvait alors être  joué de manière indépendante, sans avoir le logiciel d'installé. Ce dernier contenait aussi un remake du premier King's Field, originellement sorti du Playstation. Le logiciel fut entièrement traduit en anglais par un fan. Le logiciel a permis la création de jeux inspirés de la série, tel que Lunacid: Tears of the Moon.

### Téléphones portables
King's Field Mobile est sorti au Japon pour téléphones portables. Il a été suivi de deux suites : King's Field Mobile 2, et King's Field EX.

## Produits dérivés et autres médias
Pour fêter leur 20e anniversaire, From Software sorti en 2007 une compilation des jeux en édition spéciale appelé King's Field Dark Side Box. Elle contenait une réédition des quatre jeux King's Field précédemment sortis sur PlayStation et PlayStation 2, ainsi que les bandes originales des six jeux, une carte de Verdite et d'autres bonus.

## Réception
La critique est souvent divisée quant à la série en général. Les principales et récurrentes reproches étant : un personnage au déplacement lent, un faible nombre de personnages non joueur (PNJ), un gameplay difficile à prendre en main et des couleurs majoritairement tristes et ternes.
En effet, contrairement à d'autres jeux de rôle basés sur le combat, King's Field se concentre davantage sur l'exploration et sur son ambiance sombre et pesante. Les mouvements lents du personnages facilitait alors la lecture des données à partir du disque de jeu, éliminant les écrans de chargement qui étaient alors communs à la plupart des titres PlayStation.

## Héritage
Un successeur spirituel, nommé Demon's Souls, sorti le 5 février 2009 au Japon pour la PlayStation 3, suivi de son propre successeur spirituel, Dark Souls pour PlayStation 3 et Xbox 360 le 22 septembre 2011. Ce dernier sera le premier d'une série, avec Dark Souls 2 et Dark Souls 3. Bloodborne, qui partage plusieurs similitudes avec les jeux Souls, est sorti sur PlayStation 4 le 24 mars 2015. Sekiro: Shadows Die Twice, qui partage également plusieurs similitudes avec les jeux Souls, est sorti le 22 mars 2019. Ces derniers jeux rencontrerons un succès critique et commercial conséquent,.